# Mühlenbach (Ruhr, Arnsberg)
Der Mühlenbach ist ein 4,844 km langer, orografisch linker Nebenfluss der Ruhr im nordrhein-westfälischen Arnsberg. Der Bach entspringt am Osthang des Henssenberg südlich von Rumbeck auf einer Höhe von 390 m ü. NN und fließt in nördliche Richtung auf 195 m ü. NN in die Ruhr.
Der Bach überwindet auf seinem Weg einen Höhenunterschied von 195 m, was bei einer Lauflänge von 4,844 km einem mittleren Sohlgefälle von 40,3 ‰ entspricht. Der Bach entwässert sich über Ruhr und den Rhein zur Nordsee.

## Natur und Umwelt
Große Teile des Bachlaufes im Oberlauf liegen im Naturschutzgebiet Mühlenbachtal und im Mündungsbereich im Naturschutzgebiet Ruhraue.